# Mickey Mantle
Mickey Charles Mantle (ur. 20 października 1931, zm. 13 sierpnia 1995) – amerykański baseballista, który występował na pozycji zapolowego. Przez 18 sezonów był zawodnikiem New York Yankees. Członek 
Galerii Sław Baseballu od 1974 roku

## Przebieg kariery
Zawodową karierę rozpoczął w zespole z niższej ligi Whiz Kids, gdzie, w 1948, został zauważony przez skauta New York Yankees Toma Greenwade'a. Rok później podpisał kontrakt z Yankees. Przed debiutem w Major League Baseball grał w Independence Yankees i Joplin Miners na pozycji łącznika. Po raz pierwszy w MLB wystąpił 17 kwietnia 1951 jako prawozapolowy obok środkowozapolowego Joe DiMaggio. Podczas World Series w tym samym sezonie odniósł kontuzję kolana, przez którą w późniejszym okresie odnosił kolejne. 17 kwietnia 1953 odbił piłkę na odległość 565 stóp, co pozostaje oficjalnym rekordem do dziś.
W sezonie 1956 Mantle został zdobywcą Potrójnej Korony, wygrywając w klasyfikacji średniej uderzeń (0,353), zdobytych home runów (52) i zaliczonych RBI (130). W tym samym roku został po raz pierwszy wybrany MVP American League. W 1957 zdobył tę nagrodę po raz drugi. 16 stycznia 1961 roku stał się najlepiej opłacanym baseballistą w lidze; podpisał kontrakt wart 75 000 dolarów. W 1962 został najbardziej wartościowym zawodnikiem po raz trzeci.

## Późniejszy okres
Pod koniec kariery odnosił często kontuzje i miał problemy z alkoholem. Ostatni mecz w MLB rozegrał 28 września 1968. W 1994 roku miał przeszczep wątroby. Zmarł na raka 13 sierpnia 1995 w wieku 63 lat.

## Nagrody i wyróżnienia
| Nagroda/wyróżnienie           | Lata | Źródło |
| 3× MVP American League        | 1956, 1957, 1962 | [ 6 ]  |
| 20× All-Star                  | 1952, 1953, 1954, 1955, 1956, 1957, 1958, 1959¹, 1959², 1960¹, 1960², 1961¹, 1961², 1962¹, 1962², 1963, 1964, 1965, 1967, 1968 | [ 7 ]  |
| Gold Glove Award              | 1962 | [ 8 ]  |
| 7× zwycięzca w World Series   | 1951, 1952, 1953, 1956, 1958, 1961, 1962                                                                                       | [ 9 ]  |
| Triple Crown                  | 1956 | [ 8 ]  |
| MLB All-Century Team          | | [ 10 ] |
| Baseball Hall of Fame         | od 1974 | [ 11 ] |
| # 7 zastrzeżony przez Yankees | 1969 | [ 12 ] |